# اسون فانتورنهوت
اسون فانتورنهوت (انگلیسی: Sven Vanthourenhout؛ زادهٔ ۱۴ ژانویهٔ ۱۹۸۱) دوچرخه‌سوار اهل بلژیک است.
وی در مسابقات کشوری و بین‌المللی در مجموع برندهٔ ۲ مدال برنز شده‌است.